# Josef Miner
Josef Miner (* 15. Juli 1914 in Breslau, Niederschlesien, Deutsches Reich; † 1944 in Huși, Kreis Vaslui, Rumänien) war ein deutscher Boxer. Er gewann bei den Olympischen Spielen 1936 eine Bronzemedaille im Federgewicht.

## Werdegang
Josef Miner wuchs in Breslau auf und begann dort als Jugendlicher beim Reichsbahn SV mit dem Boxen. Er war nur 1,58 Meter groß und kämpfte sich schon Ende 1933 in die deutsche Spitzenklasse der Amateurboxer im Bantamgewicht.
Im März 1934 startete er in Stuttgart beim nationalen Ausscheidungsturnier Europameisterschaft 1934 und unterlag im Bantamgewicht erst im Halbfinale gegen Hans Ziglarski, München. Im Juli 1934 wurde er in Nürnberg mit einem Punktsieg im Finale über den Kölner Cremer erstmals deutscher Meister im Bantamgewicht.
Anfang 1935 wechselte Josef Miner in das Federgewicht. In dieser Gewichtsklasse startete er auch bei der deutschen Meisterschaft dieses Jahres. Im Halbfinale kam er dabei zu einem Sieg über Michael Ostländer aus Aachen, im Finale unterlag er aber gegen Arthur Büttner, der wie er aus Breslau stammte, nach Punkten.
1936 wurde Josef Miner mit einem Punktsieg im Finale über den Kölner Rustemeyer zum zweiten Male deutscher Meister. Er wurde daraufhin in die deutsche Olympia-Kernmannschaft der Amateurboxer aufgenommen und konnte sich so gezielt auf die Olympischen Spiele in Berlin vorbereiten. Beim olympischen Boxturnier besiegte er im Federgewicht Khalil Amira El-Maghrabi, Ägypten, Remi Lescrauwaert, Belgien und Jack Tredaway, Großbritannien. Im Halbfinale unterlag er gegen Charles Catterall aus Südafrika nach Punkten. Anschließend siegte er im Kampf um die olympische Bronzemedaille gegen Deszo Frigyes aus Ungarn nach Punkten. Als bester europäischer Boxer seiner Gewichtsklasse wurde ihm auch offiziell der Titel Europameister zuerkannt.
1937 gewann Josef Miner mit einem Punktsieg über Arenz, Berlin, erneut den deutschen Meistertitel im Federgewicht. Bei der Europameisterschaft 1937 in Mailand wurde aber nicht er, sondern Heinrich Heese aus Düsseldorf eingesetzt. Im gleichen Jahr besiegte er bei einem Vergleichskampf zwischen dem Reichsbahn TSV Breslau gegen JF Linea Stockholm den schwedischen Meister Kurt Kreuger durch K. o. in der 3. Runde.
Am 28. Februar 1938 unterlag Josef Miner bei der Meisterschaft von Oberschlesien in Breslau seinem ewigen Kontrahenten Arthur Büttner nach Punkten. Danach trat er als Amateurboxer nicht mehr in Erscheinung. Er ist 1944 im Zweiten Weltkrieg gefallen.

## Internationale Erfolge
| Jahr | Platz | Wettbewerb   | Gewichtsklasse | Ergebnisse |
| 1936 | 3.    | OS in Berlin | Federgewicht   | nach Siegen über Khalil Amira El-Maghrabi, Ägypten, Remi Lescrauwaert, Belgien und Jack Treadaway, Großbritannien, einer Niederlage gegen Charles Catterall, Südafrika und einem Sieg über Deszo Frigyes, Ungarn |

## Deutsche Meisterschaften
| Jahr | Platz | Gewichtsklasse | Ergebnisse |
| 1934 | 1.    | Bantam         | nach Sieg im Finale über Cremer, Köln                                                                         |
| 1935 | 2.    | Feder          | nach Sieg im Halbfinale über Michael Ostländer, Aachen und Niederlage im Finale gegen Arthur Büttner, Breslau |
| 1936 | 1.    | Feder          | nach Sieg im Finale über Rustemeyer, Köln                                                                     |
| 1937 | 1.    | Feder          | nach Sieg im Finale über Arenz, Berlin                                                                        |

## Länderkämpfe
| Jahr | Ort      | Begegnung                          | Gewichtsklasse | Ergebnisse                     |
| 1934 | Nürnberg | Deutschland gegen Ungarn           | Bantam         | Punktsieg über Frigyes Kubiniy |
| 1934 | Prag     | Tschechoslowakei gegen Deutschland | Bantam         | Unentschieden gegen Sasinaek   |
| 1935 | Breslau  | Deutschland gegen Tschechoslowakei | Bantam         | Punktsieg über Kocman          |
| 1936 | Belfast  | Irland gegen Deutschland           | Feder          | Punktniederlage gegen Gernon   |
| 1937 | Dortmund | Deutschland gegen Polen            | Feder          | Punktsieg über Krzeminski      |
| 1937 | Triest   | Italien gegen Deutschland          | Feder          | Punktsieg über Cortonesi       |
| 1937 | Budapest | Ungarn gegen Deutschland           | Feder          | Punktsieg über Frigyes Kubiniy |
| 1937 | Köln     | Deutschland gegen Ungarn           | Feder          | Punktsieg über Deszo Frigyes   |
| 1937 | Stettin  | Deutschland gegen Finnland         | Feder          | Punktsieg über Lipponen        |
| 1937 | Hamburg  | Deutschland gegen Irland           | Feder          | Punktniederlage gegen Saunders |

Erläuterungen
- OS = Olympische Spiele
- Bantamgewicht, Gewichtsklasse bis 54 kg, Federgewicht bis 57 kg Körpergewicht